# Rio Tiquié
Rio Tiquié är ett vattendrag i Brasilien. Det ligger i den nordvästra delen av landet, 2 900 km nordväst om huvudstaden Brasília, 77 meter över havet vid sjön Lago Mucum.
Rio Tiquié ligger i en dal och terrängen omkring är huvudsakligen platt.  Området är nästan obefolkat, med mindre än två invånare per kvadratkilometer..
I omgivningen kring Rio Tiquié växer i huvudsak städsegrön lövskog.